# Bahnhof Harlingen
Der Bahnhof Harlingen ist ein Bahnhof in der niederländischen Provinz Friesland. Der Bahnhof wurde am 27. Oktober 1863 an der Bahnstrecke Harlingen–Leeuwarden eröffnet. Die Linie wurde in Betrieb genommen durch die Maatschappij tot Exploitatie van Staatsspoorwegen. 1866 wurde der Abschnitt bis Groningen eröffnet und 1868 bis nach Nieuweschans (Reiderland) an der niederländisch-deutschen Grenze erweitert.

## Das Bahnhofsgebäude
Der Bahnhof von Harlingen ist eine Standaardstation der Maatschappij tot Exploitatie van Staatsspoorwegen, erbaut in den 1860er Jahren. Von den noch vier bestehenden Bahnhöfen vom Typ SS derde klasse befinden sich drei an der Linie Harlingen-Nieuweschans: Harlingen (1863), Leeuwarden (1863) und Winschoten (1865). Der Bahnhof Harlingen befindet sich zum Großteil noch im Originalzustand.

## Dokkumer Lokalbahn
In 1904 wurde von Harlingen noch eine zweite Bahnstrecke in nördlicher Richtung eröffnet. Diese Linie wurde durch die Noord-Friesche Locaalspoorweg-Maatschappij (NFLS) erbaut. Die Linie verbindet unter anderem Dokkum und Leeuwarden miteinander. Die Verbindung mit Harlingen wurde 1938 unterbrochen und abgerissen.
In Harlingen befindet sich noch ein anderer Bahnhof. Harlingen Haven ist eine kleine Haltestelle, die Anschluss an das Boot nach Terschelling und Vlieland gibt.

## Streckenverbindungen
Am Bahnhof Harlingen halten im Jahresfahrplan 2023 folgende Linien:
| Zugtyp             | Linienverlauf                            | Frequenz     |
| ------------------ | ---------------------------------------- | ------------ |
| Stoptrein (Arriva) | Leeuwarden – Harlingen – Harlingen Haven | 2× stündlich |